# Auguste-Louis Petiet
Pour les autres membres de la famille, voir Petiet.
Auguste-Louis Petiet, né le 3 juin 1784 à Rennes, mort le 1er août 1858 à Paris, est un général et homme politique français de l’Empire.

## Biographie
Fils cadet de Claude-Louis Petiet et frère puîné de Pierre François, Augustin Petiet a fini ses études pour entrer à l'École polytechnique et a été déclaré admissible par Legendre ; mais son père, partant avec le premier Consul pour l'armée de Réserve, emmène son fils qui assiste encore enfant à la bataille de Marengo.
Devenu sous-lieutenant au 10e hussards en 1804, il quitte ce régiment, pour devenir aide de camp du maréchal Soult à Boulogne.
À Austerlitz, il charge trois fois avec une division de dragons, et contribue à la prise de quatre pièces de canon. L'Empereur le décore de la Légion d'honneur. À Eylau, il commande une compagnie du 8e hussards, fait la campagne de Friedland et coopére à la prise de 300 chevaux de cuirassiers prussiens.
Il fait, en qualité d'aide-de-camp de Soult, les campagnes d'Espagne et celle de 1809, en Portugal. Au siège de Badajoz, il enlève d'assaut le fort de Parvaleras à la tête de 200 voltigeurs. Quelques jours après, il est grièvement blessé en chargeant avec deux escadrons. Petiet obtient le grade de chef d'escadron sur le champ de bataille.
Rentré en France, il est nommé lieutenant-colonel du 13e hussards, il préfère être nommé chef d'escadron de la Vieille Garde aux lanciers rouges. 
En 1812, il fait la campagne de Russie comme chef d'escadron et se distingue à Krasnoë, puis l'année suivante, à Dresde où il est promu officier de la Légion d'honneur. Dans la retraite de Saxe, détaché avec deux escadrons à l'arrière-garde du maréchal Mortier, il ne lui reste plus que 55 hommes des 300 qu'il commandait. Il reçoit le brevet de colonel en arrivant à Mayence. 
Créé  baron de l'Empire par décret impérial du 17 janvier 1814, il est colonel chef d'état-major de la cavalerie légère du Ve corps durant la campagne de France (1814). Au combat de Nangis, il a un cheval tué sous lui et reçoit deux coups de feu. Napoléon le nomme alors chevalier de l'Ordre de la Couronne de fer.
Louis XVIII le fait chevalier de Saint-Louis et le confirme dans son titre de baron par lettres patentes du 11 novembre 1814.
À l'armée du Nord aux Cent-Jours, il est employé comme adjudant-général près le major général de l'armée. Portant un ordre de l'empereur, il a un cheval tué sous lui et est lui-même blessé. Il est alors nommé général de brigade, mais la Restauration française ne lui confirme pas son grade. Licencié et laissé sans emploi à la seconde Restauration, il rentre dans l'administration de 1823 à 1830, comme directeur des archives historiques du dépôt de la guerre au ministère de la Guerre.
En 1830, il concourt à l'expédition d'Alger dans l'état-major de M. le comte de Bourmont. Il a pendant le siège un cheval tué devant le fort l'Empereur.
À son retour, on lui rend le grade de maréchal de camp dont les Bourbons l'ont privé pendant quinze ans et est nommé commandant du département de l'Hérault (1831-1833) où il calme plusieurs émeutes, puis du Loiret. Membre du comité supérieur de cavalerie, il entre comme maître des requêtes au conseil d'État, et est promu grand officier de la Légion d'honneur le 2 mai 1846.
Mis à la retraite en 1848, il se rallie à la politique du prince Louis-Napoléon, et est élu député au Corps législatif dans la 1re circonscription de la Nièvre, comme candidat du gouvernement le 29 février 1852 contre M. Achille Dufaud.
Conseiller général de la Nièvre depuis 1854, il est réélu député le 22 juin 1857 contre M. Bonabeau. Il siége dans la majorité impérialiste.
Mort en août 1858, il est remplacé le 21 novembre suivant, par M. de Montjoyeux.

## État de service
- Engagement militaire (1800) ;
- Sous-lieutenant au 10e régiment de hussards (1804) ;
- Aide de camp du maréchal Soult (1804) ;
- Capitaine (1807) ;
- Chef d'escadron (1809) ;
- Lieutenant-colonel du 13e hussards, mais il préfère être nommé chef d'escadron de la Vieille Garde aux lanciers rouges
- Colonel (1814) ;
- Chef d'état-major de la cavalerie légère du Ve corps (1814) ;
- À l'armée du Nord (Cent-Jours) ;
- Général de brigade le 5 juillet 1815 ; la Restauration française ne lui confirme pas son grade ;
- Membre de l'état-major de M. le comte de Bourmont (1830) ;
- Maréchal de camp (1830) ;
- Commandant de l'Hérault (1832-1833) ;
- Commandant du Loiret (1833) ;
- Membre du comité supérieur de cavalerie ;
- Mis à la retraite (1848).

## Campagnes
- Campagne d'Autriche (1805) :
  - Bataille d'Austerlitz ;
- Campagne de Pologne (1807) :
  - Bataille d'Eylau, Bataille de Friedland ;
- Campagne d'Espagne (Empire) :
  - Bataille de Badajoz ;
- Campagne de Russie (1812) :
  - Bataille de Krasnoë ;
- Campagne de Saxe (1813) :
  - Bataille de Dresde ;
- Campagne de France (1814) :
  - Combats de Nangis ;
- Campagne de Belgique (1815) :
  - Bataille de Waterloo ;
- Expédition d'Alger (1830).

## Faits d'armes
Il se distingue à Krasnoë, puis l'année suivante, à Dresde

## Blessures
- Il est deux fois blessé à Nangis ;
- Il reçoit une nouvelle blessure à Waterloo, en portant un ordre de l'empereur.

## Titres
- 1er Baron Petiet et de l'Empire (décret impérial du 17 janvier 1814) ;
- Confirmé dans son titre de baron par lettres patentes du 11 novembre 1814.

## Décorations
- Légion d'honneur :
  - Légionnaire (1805), puis,
  - Officier (1813) ;
  - Grand officier de la Légion d'honneur (2 mai 1846) ;
- Chevalier de l'Ordre de la Couronne de fer (1814) ;
- Chevalier de Saint-Louis (1814) ;

## Autres fonctions
- Directeur des archives au ministère de la Guerre (1823-1830) ;
- Maître des requêtes au conseil d'État ;
- Député au Corps législatif dans la 1re circonscription de la Nièvre (1852-1858) ;
- Conseiller général de la Nièvre (1854).

## Publications
On a de lui :
- Journal historique de la division de cavalerie légère d'armée pendant la campagne de 1814 en France (Paris, 1821) ;
- Journal historique de la 8e division de l'armée d'Afrique (1830-1833) ;
- Souvenirs militaires de l'histoire contemporaine (1844) ;
- Pensées, maximes et réflexions (1851-1854).

Il a aussi collaboré à plusieurs journaux militaires, notamment au Spectateur militaire.

## Vie familiale
Fils cadet de Claude-Louis Petiet et de Anne-Françoise du Lièpvre du Bois de Pacé (4 décembre 1761 - Nantes ✝ 25 février 1830 - Paris, inhumée au cimetière du Père-Lachaise, 17e division), fille de Guillaume Nicolas du Lièpvre (1718 ✝ 1773), écuyer, seigneur du Bois de Pacé, avocat au parlement de Bretagne, contrôleur, puis receveur général puis directeur du domaine du Roi, Auguste-Louis Petiet épousa à Paris, le 11 avril 1822, Céleste Silvie Michelle Audoucaud (1802 ✝ 1833).

## Armoiries
« Armes de la famille Petiet : D'azur, à la bande d'or, chargée d'une épée de gueules, posée en bande la pointe en haut, accompagnée en chef d'une étoile d'or et en pointe d'un triangle d'argent. »

« Écartelé : au I, d'azur, à une étoile d'or ; au II, d'hermine plain; au 3, de sinople, au lièvre d'or courant en barre ; au 4, de gueules, à l'épée d'argent et une palme d'or passées en sautoir. »

« Parti d'azur à l'étoile d'argent et de gueules à une branche d'olivier d'argent en bande et chargée d'une épée d'or en barre ; enté en pointe d'hermine plein. »

« Coupé : au I, parti d'azur à une étoile d'or et de gueules à une épée d'argent et une palme d'or, passées en sautoir; au 2, d'hermine plein. »